# Ормінгеландет
Ормінгела́ндет (швед. Ormingelandet) — невеликий острів в Балтійському морі, в складі Стокгольмського архіпелагу. Територіально відноситься до комун Вермде та Накка лену Стокгольм, Швеція.
Острів розташований на схід від Стокгольма, між островами Лідінге на північному заході, Вермделандет на сході, Фарсталандет на півдні та Накка на заході. Дамбами з'єднаний з Фарсталандет, автомобільним мостом з Накка.
Ормінгеландет вкритий лісами, є декілька дрібних озер — найбільше Інс'єн. В центрі розташовані заповідники Веламсундс та Екобергет.
Острів заселений, на ньому знаходяться містечка Густавсберг, Буу, Куммельнес та декілька сіл.
| Швеція | Це незавершена стаття з географії Швеції. Ви можете допомогти проєкту, виправивши або дописавши її. |

1. ↑  GEOnet Names Server — 2018.